# Michael Scharl
Michael Scharl (* 1835; † 1888) war ein deutscher Kommunalpolitiker.
Scharl war von 1876 bis 1888 Bürgermeister von Dachau. Nach ihm ist die Bürgermeister-Scharl-Straße in Dachau benannt.